# Mirabilicoxa
Mirabilicoxa är ett släkte av kräftdjur. Mirabilicoxa ingår i familjen Desmosomatidae.
Kladogram enligt Catalogue of Life:
| Mirabilicoxa | \| \| Mirabilicoxa acuminata \| \| \| \| \| \| Mirabilicoxa alberti \| \| \| \| \| \| Mirabilicoxa birsteini \| \| \| \| \| \| Mirabilicoxa cornuta \| \| \| \| \| \| Mirabilicoxa coxalis \| \| \| \| \| \| Mirabilicoxa curticoxalis \| \| \| \| \| \| Mirabilicoxa exopodata \| \| \| \| \| \| Mirabilicoxa gracilipes \| \| \| \| \| \| Mirabilicoxa hessleri \| \| \| \| \| \| Mirabilicoxa kussakini \| \| \| \| \| \| Mirabilicoxa longispina \| \| \| \| \| \| Mirabilicoxa magnispina \| \| \| \| \| \| Mirabilicoxa minuta \| \| \| \| \| \| Mirabilicoxa palpata \| \| \| \| \| \| Mirabilicoxa plana \| \| \| \| \| \| Mirabilicoxa richardsoni \| \| \| \| \| \| Mirabilicoxa similis \| \| \| \| \| \| Mirabilicoxa tenuipes \| \| \| \| |
|              | \| \| Mirabilicoxa acuminata \| \| \| \| \| \| Mirabilicoxa alberti \| \| \| \| \| \| Mirabilicoxa birsteini \| \| \| \| \| \| Mirabilicoxa cornuta \| \| \| \| \| \| Mirabilicoxa coxalis \| \| \| \| \| \| Mirabilicoxa curticoxalis \| \| \| \| \| \| Mirabilicoxa exopodata \| \| \| \| \| \| Mirabilicoxa gracilipes \| \| \| \| \| \| Mirabilicoxa hessleri \| \| \| \| \| \| Mirabilicoxa kussakini \| \| \| \| \| \| Mirabilicoxa longispina \| \| \| \| \| \| Mirabilicoxa magnispina \| \| \| \| \| \| Mirabilicoxa minuta \| \| \| \| \| \| Mirabilicoxa palpata \| \| \| \| \| \| Mirabilicoxa plana \| \| \| \| \| \| Mirabilicoxa richardsoni \| \| \| \| \| \| Mirabilicoxa similis \| \| \| \| \| \| Mirabilicoxa tenuipes \| \| \| \| |
|              | Balbidocolon |
|              | |
|              | Chelantermedia |
|              | |
|              | Chelator |
|              | |
|              | Chelibranchus |
|              | |
|              | Cryodesma |
|              | |
|              | Desmosoma |
|              | |
|              | Desmosomella |
|              | |
|              | Disparella |
|              | |
|              | Echinopleura |
|              | |
|              | Eugerda |
|              | |
|              | Eugerdella |
|              | |
|              | Momedossa |
|              | |
|              | Oecidiobranchus |
|              | |
|              | Paradesmosoma |
|              | |
|              | Prochelator |
|              | |
|              | Pseudogerda |
|              | |
|              | Pseudomesus |
|              | |
|              | Reductosoma |
|              | |
|              | Torwolia |
|              | |
|              | Whoia |
|              | |
|              | Mirabilicoxa acuminata |
|              | |
|              | Mirabilicoxa alberti |
|              | |
|              | Mirabilicoxa birsteini |
|              | |
|              | Mirabilicoxa cornuta |
|              | |
|              | Mirabilicoxa coxalis |
|              | |
|              | Mirabilicoxa curticoxalis |
|              | |
|              | Mirabilicoxa exopodata |
|              | |
|              | Mirabilicoxa gracilipes |
|              | |
|              | Mirabilicoxa hessleri |
|              | |
|              | Mirabilicoxa kussakini |
|              | |
|              | Mirabilicoxa longispina |
|              | |
|              | Mirabilicoxa magnispina |
|              | |
|              | Mirabilicoxa minuta |
|              | |
|              | Mirabilicoxa palpata |
|              | |
|              | Mirabilicoxa plana |
|              | |
|              | Mirabilicoxa richardsoni |
|              | |
|              | Mirabilicoxa similis |
|              | |
|              | Mirabilicoxa tenuipes |
|              | |

|  | Mirabilicoxa acuminata    |
|  |                           |
|  | Mirabilicoxa alberti      |
|  |                           |
|  | Mirabilicoxa birsteini    |
|  |                           |
|  | Mirabilicoxa cornuta      |
|  |                           |
|  | Mirabilicoxa coxalis      |
|  |                           |
|  | Mirabilicoxa curticoxalis |
|  |                           |
|  | Mirabilicoxa exopodata    |
|  |                           |
|  | Mirabilicoxa gracilipes   |
|  |                           |
|  | Mirabilicoxa hessleri     |
|  |                           |
|  | Mirabilicoxa kussakini    |
|  |                           |
|  | Mirabilicoxa longispina   |
|  |                           |
|  | Mirabilicoxa magnispina   |
|  |                           |
|  | Mirabilicoxa minuta       |
|  |                           |
|  | Mirabilicoxa palpata      |
|  |                           |
|  | Mirabilicoxa plana        |
|  |                           |
|  | Mirabilicoxa richardsoni  |
|  |                           |
|  | Mirabilicoxa similis      |
|  |                           |
|  | Mirabilicoxa tenuipes     |
|  |                           |